# Latife Uşşaki

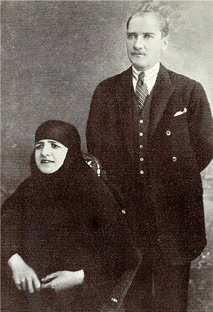
Latife und ihr Ehegatte Mustafa Kemal

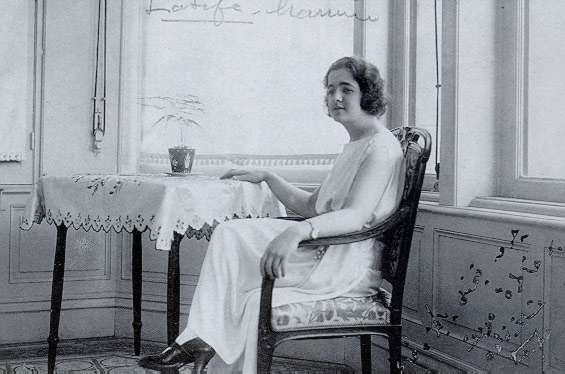
Latife Uşşaki (1923)

Latife Uşşaki bzw. Uşakizâde Latife (* 17. Juni 1899 in İzmir; † 13. Juli 1975 in Istanbul) war die Ehefrau von Mustafa Kemal Atatürk in dem Zeitraum von 1923 bis 1925.

## Leben

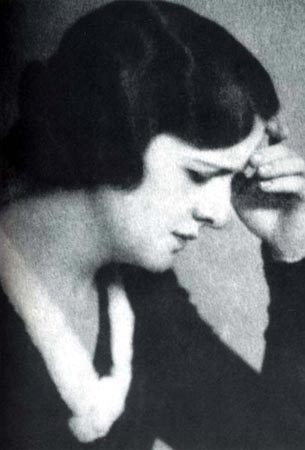
Latife Uşşaki, in den frühen 1930er Jahren.

Uşşaki wuchs in İzmir (Smyrna) auf und besuchte dort auch die Schule. 1919 ging sie nach Europa und besuchte eine Schule in England und die juristische Fakultät in Paris. Als sie wieder in der Türkei ankam, herrschte dort noch der türkische Befreiungskrieg. Am 11. September 1922 hörte Latife, dass Atatürk in İzmir war, und bot ihm an, aus Sicherheitsgründen, in ihrer Villa im İzmirer Stadtteil Göztepe sein Hauptquartier einzurichten. Dadurch entwickelte sich langsam ein Verhältnis zwischen den beiden.
Latife heiratete Atatürk am 29. Januar 1923, als er nach İzmir kam, um seine verstorbene Mutter beizusetzen. Die Heiratszeremonie fand entgegen den damaligen Bräuchen mit ihr persönlich statt. Während der Ehe gingen beide in der Öffentlichkeit ganz unverkrampft miteinander um. Die unverschleierte Latife begleitete ihn auch bei seinen offiziellen Reisen durch die Türkei. Sie arbeitete mit ihm seine Reden aus. 
Jedoch dauerte ihre Ehe nicht lange. Nach einer Auseinandersetzung während ihrer Ostanatolien-Reise im Sommer 1925 löste Atatürk am 5. August 1925 noch nach altem islamischem Recht einseitig die Ehe. Warum die Ehe scheiterte, wurde weder von Atatürk noch von Uşşaki jemals öffentlich erörtert (Der vielbeschäftigte Atatürk soll jedoch gesagt haben „Vor allem mein Land braucht mich als Familienvater“). Nach ihrer Scheidung zog sie sich komplett aus dem öffentlichen Leben zurück und lebte alleine in İzmir und İstanbul bis zu ihrem Tode im Jahre 1975.
Von Anfang an hatte sie großen Einfluss auf die politischen Projekte Atatürks. Sie setzte sich für das Frauenwahlrecht und ein modernes Scheidungsrecht ein und bezog offen Stellung zu politischen Themen.
Im Juli 1975 starb Latife Uşşaki im Alter von 76 Jahren.